# Hilizalotano Laowo
Hilizalotano Laowo is een bestuurslaag in het regentschap Nias Selatan van de provincie Noord-Sumatra, Indonesië. Hilizalotano Laowo telt 631 inwoners (volkstelling 2010).